# Lê Quốc Minh
Lê Quốc Minh (sinh ngày 1 tháng 12 năm 1969) là một phóng viên, nhà báo, chính trị gia Việt Nam. Ông hiện là Ủy viên Ban Chấp hành Trung ương Đảng Cộng sản Việt Nam khóa XIII, Phó Trưởng Ban Tuyên giáo Trung ương, Bí thư Đảng ủy, Tổng biên tập báo Nhân Dân, Bí thư Đảng đoàn, Chủ tịch Hội Nhà báo Việt Nam. Ngoài ra, ông còn giữ các chức vụ là Ủy viên Đoàn Chủ tịch Ủy ban Trung ương Mặt trận Tổ quốc Việt Nam khóa IX, Ủy viên Ban Chấp hành Đảng ủy Khối các cơ quan Trung ương khóa XIII. Ông nguyên là Bí thư Đảng ủy, Phó Tổng Giám đốc Thông tấn xã Việt Nam; Tổng Biên tập Báo điện tử VietnamPlus.
Lê Quốc Minh là Đảng viên Đảng Cộng sản Việt Nam, là nhà báo với học vị Cử nhân Ngoại ngữ, Cử nhân Báo chí, Cao cấp lý luận chính trị. Ông có sự nghiệp báo chí tại nhiều cơ quan, đơn vị, hoạt động báo chí trong nước và ngoài nước trước khi tham gia lãnh đạo báo chí Việt Nam.

## Xuất thân và giáo dục
Lê Quốc Minh sinh ngày 1 tháng 12 năm 1969, sinh ra ở Hà Nội, với nguyên quán tại xã Diễn Yên, huyện Diễn Châu, tỉnh Nghệ An, Việt Nam Dân chủ Cộng hòa. Bố ông là nhiếp ảnh gia Lê Phức, từng có thời gian làm Phó Tổng biên tập tạp chí Nhiếp ảnh (nay là tạp chí Nhiếp ảnh & Đời sống).
Ông theo học phổ thông tại Thủ đô, nhập học chuyên ngành ngôn ngữ Anh tại trường Đại học Sư phạm Ngoại ngữ Hà Nội (trường là tiền thân của Trường Đại học Ngoại ngữ, Đại học Quốc gia Hà Nội được thành lập sáp nhập từ năm 1993 cho đến ngày nay). Năm 1990, ông tốt nghiệp Đại học Sư phạm Ngoại ngữ.
Sau đó, ông vừa công tác vừa tiếp tục dành thời gian học tập. Ông theo học ngành Báo chí tại trường Đại học Khoa học Xã hội và Nhân văn, Đại học Quốc gia Hà Nội, tốt nghiệp năm 1995. Giai đoạn 2015–17, ông tham gia nghiên cứu sinh tại Đại học Stirling, Scotland. Trong quá trình hoạt động Đảng và Nhà nước, ông theo học các khóa tại Học viện Chính trị Quốc gia Hồ Chí Minh, nhận bằng Cao cấp lý luận chính trị. Lê Quốc Minh được kết nạp Đảng Cộng sản Việt Nam vào ngày 29 tháng 5 năm 2002, trở thành Đảng viên chính thức vào ngày 29 tháng 5 năm 2003.

## Sự nghiệp

### Thông tấn xã Việt Nam

#### Thời kỳ báo chí ban đầu
Lê Quốc Minh bắt đầu hoạt động báo chí vào thập niên 1990 ở vị trí biên tập viên Ban Biên tập Tin Thế giới của Thông tấn xã Việt Nam. Ban Biên tập Tin Thế giới kết hợp với mạng lưới 30 cơ quan thường trú tại khắp năm châu lục trên thế giới, hàng ngày liên tục đưa thông tin thời sự về các vấn đề quốc tế và khu vực vào Việt Nam theo quan điểm chính thống của Đảng và Nhà nước, phát trên cổng điện tử; công việc của ông hỗ trợ đồng thời xuất bản nhiều ấn phẩm định kỳ và thực hiện một số chương trình truyền hình. Đầu năm 1996, sau khi tốt nghiệp Báo chí của Đại học Khoa học Xã hội và Nhân văn, ông sang Nhật Bản công tác ở NHK – Hiệp hội Truyền thông Nhật Bản với vị trí Chuyên gia về Nhân văn, Chuyên gia tiếng Việt của Đài phát thanh Nhật Bản NHK World trong thời gian bốn năm, thường trú ở Tokyo. Năm 2000, ông quay trở lại Việt Nam, công tác ở Thông tấn xã với vị trí biên tập viên chính, nhiệm vụ sáng tạo thể thức website liên kết thế giới mới.
Lê Quốc Minh là người sáng lập diễn đàn nghiệp vụ báo chí Vietnamjournalism vào năm 2004 và duy trì việc trao học bổng thường niên cho sinh viên báo chí liên tục cho tới nay. Ông là giảng viên thường xuyên cho các chương trình đào tạo báo chí của Hội Nhà báo Việt Nam và Cục Báo chí thuộc Bộ Thông tin và Truyền thông, là chuyên gia khu vực của Hiệp hội Báo chí Thế giới (WAN-IFRA). Lê Quốc Minh cũng nhiều lần là diễn giả tại các hội nghị, hội thảo báo chí thế giới.

#### Báo điện tửVietnamPlus
Kể từ năm 2002, ông làm việc tại Ban Biên tập Tin Đối ngoại và là một trong những người đầu tiên xây dựng website thông tin đối ngoại cho Thông tấn xã Việt Nam. Năm 2008, ông được bổ nhiệm chức vụ Tổng Biên tập VietnamPlus, báo điện tử chính thức của Thông tấn xã Việt Nam với năm ngôn ngữ gồm tiếng Việt, tiếng Anh, tiếng Pháp, tiếng Tây Ban Nha, tiếng Trung. Ông là Tổng Biên tập đầu tiên của báo điện tử này, cũng là người góp phần đưa nhiều công nghệ truyền thông mới vào hoạt động báo chí của VietnamPlus, cũng như hàng loạt dự án kết hợp giữa nội dung, công nghệ và thương mại cho nền tảng công nghệ số, đặc biệt là mobile – hoạt động hiệu quả trên 500 loại điện thoại khác nhau, được ra mắt vào tháng 1 năm 2010 và tính đến cuối năm 2013 có hơn 500.000 người sử dụng. Trong số nhiều dự án báo chí sáng tạo do Lê Quốc Minh khởi xướng, có bản tin bằng nhạc rap với tên gọi RapNewsPlus nhằm đưa tin tức đến với giới trẻ bắt đầu vào tháng 11 năm 2013; dự án thông tin đồ họa bắt đầu từ năm 2014; phối hợp với Ủy ban Nhà nước về người Việt Nam ở nước ngoài cho ra đời và phát triển trang vietkieu.info; phối hợp với Cục Thông tin Đối ngoại, Bộ Thông tin và Truyền thông khai trương trang web Việt-Pháp – trang web chính thức đầu tiên tập trung giới thiệu về mối quan hệ giữa Việt Nam và một quốc gia khác. Trong đó, RapNewsPlus đã giành giải nhất ở thể loại Digital First trong khuôn khổ Giải thưởng Độc giả Trẻ Thế giới, giải thưởng thường niên của Hiệp hội các Nhật báo và Nhà xuất bản tin tức Thế giới (WAN-IFRA) vào năm 2014.
Năm 2018, VietnamPlus ra mắt sản phẩm chatbot, trở thành cơ quan báo chí chính thống đầu tiên của Việt Nam sử dụng chatbot để kết nối với độc giả. Sản phẩm này đã đoạt giải thưởng xuất sắc chất lượng thông tấn của OANA, trao trong kỳ Đại hội đồng lần thứ 17. Với những thành tích công tác đạt được, VietnamPlus dưới sự lãnh đạo của ông đã được trao Huân chương Lao động hạng Nhì. VietnamPlus được coi là một trong những đơn vị báo chí đi tiên phong tại Việt Nam về các công nghệ truyền thông mới, bao gồm báo chí di động (mobile journalism), báo chí dữ liệu (data journalism), báo chí sử dụng mạng xã hội (social journalism), tin tức qua trò chơi (news game), ảnh/video 360 độ, flycam, mega-story.

#### Phó Tổng giám đốc Thông tấn xã Việt Nam

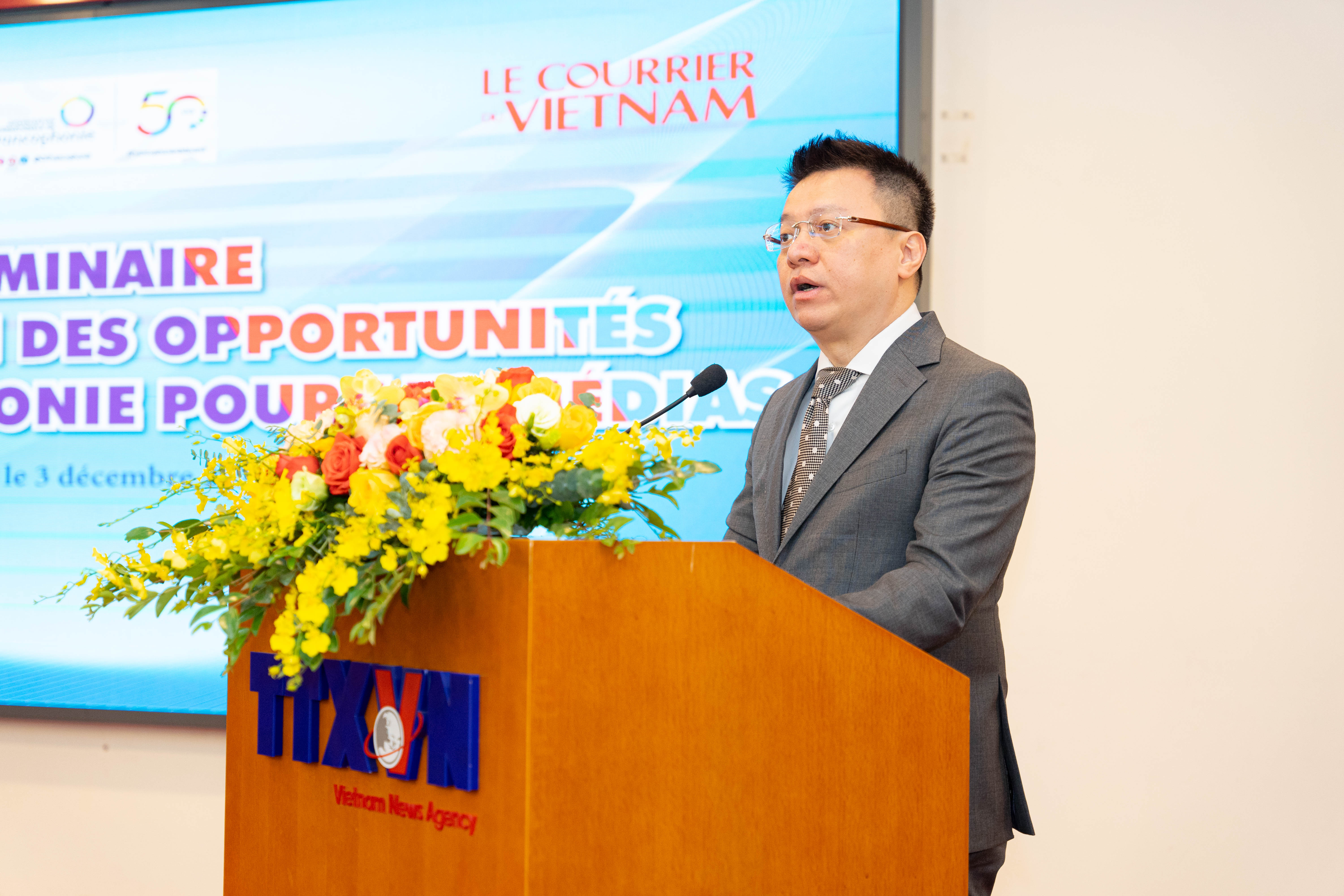
Phó Tổng giám đốc Thông tấn xã Việt Nam Lê Quốc Minh, ngày 3 tháng 11 năm 2020.

Ngày 17 tháng 11 năm 2017, Thủ tướng Chính phủ Nguyễn Xuân Phúc bổ nhiệm Lê Quốc Minh, Tổng Biên tập Báo điện tử VietnamPlus, Thông tấn xã Việt Nam, giữ chức vụ Phó Tổng Giám đốc Thông tấn xã Việt Nam.
Sau khi được bổ nhiệm làm Phó Tổng Giám đốc Thông tấn xã Việt Nam, Lê Quốc Minh với công tác lãnh đạo, phụ trách một số lĩnh vực mang tính toàn quốc về truyền thông của cơ quan. Ông cũng là người khởi xướng dự án Nói không với Fake News nhằm đào tạo kỹ năng chống tin giả cho học sinh từ tiểu học cơ sở đến trung học phổ thông, bắt đầu từ cuối năm 2019, triển khai tại nhiều tỉnh thành trong cả nước như Hà Nội, Thành phố Hồ Chí Minh, Đà Nẵng, Hải Phòng, Đồng Tháp, Cần Thơ. Đến cuối năm 2020, dự án của Thông tấn xã với tên gọi Cuộc chiến chống tin giả – Những ý tưởng sáng tạo và giải pháp hiệu quả, với ba cấu phần: Bài hát chống Fake News bằng 15 ngôn ngữ; Tài khoản Factcheckvn trên mạng xã hội TikTok hướng vào giới trẻ; Dự án Nói không với Fake News đã giành chiến thắng ở hạng mục Best Project for News Literacy trong khuôn khổ Giải thưởng Truyền thông Digital Châu Á 2020 của WAN-IFRA. Bên cạnh đó, kênh thông tin Factcheckvn trên nền tảng TikTok cũng được vinh danh là kênh thông tin có tác động xã hội, một trong 11 giải thưởng của  TikTok Awards Việt Nam 2020.
Trong hai ngày 13–14 tháng 8, tại Hà Nội, Đảng bộ Thông tấn xã Việt Nam tổ chức Đại hội Đại biểu lần thứ XXVI, nhiệm kỳ 2020–2025. Đại hội này bầu ra 27 Ủy ban Ban Chấp hành Đảng ủy, 09 Ủy viên Ban Thường vụ Đảng ủy, nhất trí bầu Lê Quốc Minh làm Bí thư Đảng ủy Thông tấn xã Việt Nam, vị trí lãnh đạo tổ chức Đảng của cơ quan. Đến ngày 27–29 tháng 10, tại Đại hội đại biểu Đảng bộ Khối các cơ quan Trung ương lần thứ XIII, nhiệm kỳ 2020–25, ông được bầu làm Ủy viên Ban Chấp hành Đảng bộ Khối khoá XIII. Đến ngày 30 tháng 1 năm 2021, tại Đại hội Đại biểu toàn quốc Đảng Cộng sản Việt Nam khóa XIII, ông được bầu làm Ủy viên chính thức Ban Chấp hành Trung ương Đảng Cộng sản Việt Nam khoá XIII.

### BáoNhân Dân

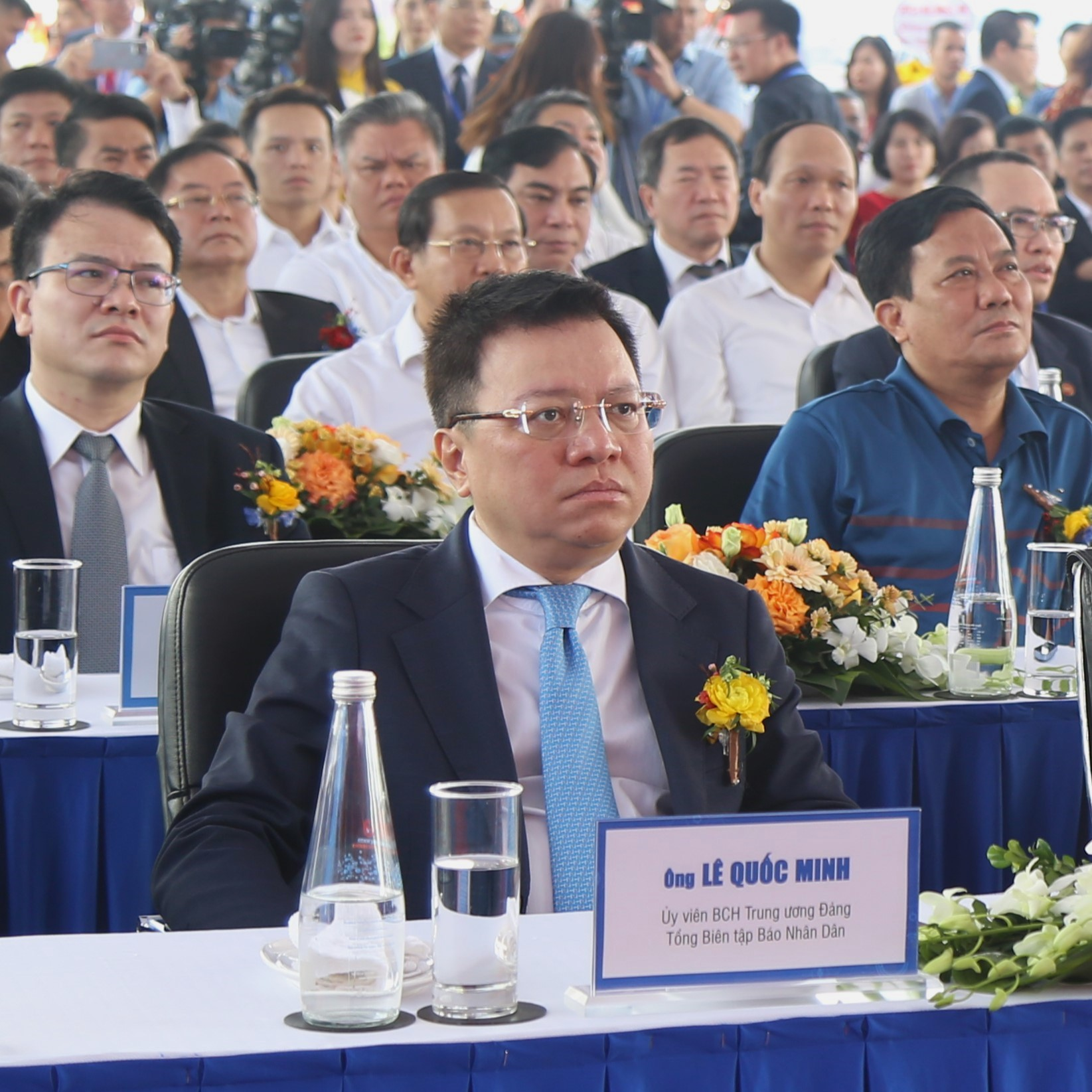
Chủ tịch Hội nhà báo Việt Nam, Tổng biên tập báo Nhân Dân Lê Quốc Minh năm 2023

Ngày 29 tháng 4 năm 2021, Bộ Chính trị ra quyết định điều chuyển công tác, bổ nhiệm Lê Quốc Minh giữ chức Tổng biên tập báo Nhân Dân, cơ quan ngôn luận của Đảng Cộng sản Việt Nam, trực thuộc Ban Chấp hành Trung ương Đảng Cộng sản Việt Nam, kế nhiệm cho nhà báo Thuận Hữu. Ông chính thức nhậm chức Tổng biên tập báo Nhân Dân trong hội nghị triển khai nhân sự của Trung ương Đảng vào ngày 20 tháng 5 năm 2021. Ngày 19 tháng 7 năm 2021, Ban Thường vụ Đảng ủy Khối các cơ quan Trung ương quyết định chỉ định ông tham gia Ban Chấp hành, Ban Thường vụ và giữ chức Bí thư Đảng ủy báo Nhân Dân nhiệm kỳ 2020–25. Sau đó, ngày 21 tháng 7, Bộ Chính trị khóa XIII phân công ông kiêm nhiệm chức vụ Phó Trưởng Ban Tuyên giáo Trung ương Đảng Cộng sản Việt Nam, Bí thư Đảng đoàn Hội Nhà báo Việt Nam, tức các vị trí lãnh đạo báo chí Việt Nam. Ngày 26 tháng 10, Ban Chấp hành Hội Nhà báo Việt Nam đã họp bỏ phiếu bầu ông làm Ủy viên Ban chấp hành, Ủy viên Ban Thường vụ, Chủ tịch Hội Nhà báo Việt Nam. Sau đó, ông tiếp tục tái đắc cử là Chủ tịch Hội Nhà báo khóa XI, nhiệm kỳ 2020–25 từ ngày 31 tháng 12 năm 2021.
Nơi nào có nhân dân thì nơi đó phải có báo Nhân Dân.— Lê Quốc Minh, phát biểu tại Hội nghị triển khai công tác năm 2022 của Bộ Thông tin và Truyền thông

Trong vai trò lãnh đạo báo Nhân Dân, Lê Quốc Minh đặt ra định hướng hoạt động và phát triển của cơ quan là đổi mới, phát triển theo mô hình cơ quan báo chí công nghệ với các phương thức cụ thể là hiện diện trên các nền tảng số; báo chí hiện đại; và mô hình báo chí công nghệ. Ngay trong giai đoạn 2021–22, báo Nhân Dân mở rộng hoạt động trên nhiều nền tảng số, mạng xã hội, phát chương trình podcast, thay đổi trình bày về hình thức với mục tiêu giúp người đọc dễ tiếp thu; sử dụng longform, e-magazine, mở chuyên trang mới để tăng tần suất sản xuất báo.
Ngày 27 tháng 12 năm 2022, Hội nghị Ủy ban Trung ương Mặt trận Tổ quốc Việt Nam lần thứ 7 khóa IX đã diễn ra, tiến hành hiệp thương cử bổ sung Lê Quốc Minh làm Ủy viên Đoàn Chủ tịch Ủy ban Trung ương Mặt trận Tổ quốc Việt Nam của khóa này, nhiệm kỳ 2019–23.

## Một số quan điểm và công tác
Báo chí chính thống cũng đang trở thành nạn nhân của tin giả lan tràn trên mạng xã hội. Chính vì vậy điều đầu tiên là người làm báo cần nghiêm cẩn nguyên tắc kiểm chứng, cân bằng, toàn diện và khách quan.— Lê Quốc Minh, phát biểu tại hội nghị Truyền thông số Việt Nam.

Nhà báo Lê Quốc Minh trong suốt những năm hoạt động trong lĩnh vực báo chí đã đưa ra những quan điểm về tình thế, mục tiêu trong mục đích của báo chí. Ông khẳng định mục đích của báo chí là tinh thần xây dựng một xã hội tốt đẹp hơn, lãnh đạo các cơ quan báo chí phải quyết định "chờ đợi và quan sát tương lai hình thành, hoặc tích cực tham gia ngay từ bây giờ". Bên cạnh đó, ông cho rằng, báo chí mang trách nhiệm xã hội, trong đó đặc biệt là việc chống tin giả – fake news, ông đã viết các tham luận, phát biểu nêu quan điểm trong các hội nghị truyền thông, báo chí Việt Nam.
Ngày 13 tháng 6 năm 2018, tại Truyền thông trên mạng xã hội, Lê Quốc Minh phát biểu rằng: "Nhưng thực tế, chúng ta đang sống trong một thế giới dễ hoang mang khi đọc nhầm tin giả. Tiêu biểu là tin một Bộ trưởng Pakistan đã đe dọa sử dụng hạt nhân với Israel. Tin giả ấy thực tế đã suýt gây ra khủng hoảng ngoại giao giữa Nga và Đức. Tin giả không chỉ bóp méo thông tin theo kiểu vô thưởng vô phạt. Nó cũng không chỉ là câu chuyện cắt dán tin tức bừa bãi để kiếm tiền quảng cáo. Fake news đang làm gia tăng tình trạng nhục mạ các cá nhân, làm cho doanh nghiệp, tổ chức lao đao khốn khổ, thậm chí còn được lợi dụng vào các âm mưu chính trị và làm rối loạn xã hội". Bên cạnh đó, tại các hội nghị về truyền thông số, đại diện cho Thông tấn xã Việt Nam, ông trao đổi về việc hợp tác với Google, Facebook trong việc xử lý tin giả và thấy các hãng công nghệ này cũng có nhu cầu trong việc loại bỏ thông tin giả trên Internet.

## Danh hiệu và phần thưởng
- Bằng khen công tác xuất sắc năm 2018 của Thủ tướng Chính phủ Nguyễn Xuân Phúc.[12]
- Bằng khen của Bộ Y tế về công tác tuyên truyền phòng chống đại dịch COVID-19 cho cá nhân.[36]